# Omara Portuondo
Omara Portuondo Peláez (La Habana; 29 de octubre de 1930) es una cantante cubano-española de son y boleros, además de ser una de las mayores representantes del llamado filin. Conocida como «La diva del Buena Vista Social Club» o «La novia del feeling».

## Trayectoria artística

### Primeros años
Su madre pertenecía a una familia cubana de abolengo de ascendencia española y se esperaba de ella un casamiento que la uniera a otras familias de la sociedad, pero escapó con el hombre al que amaba, un jugador de béisbol del equipo nacional. El matrimonio tuvo tres hijas, y, como en cualquier hogar cubano, había música; no tenían dinero, pero tenían las voces de los padres, cantando en la cocina donde hacían sus vidas diarias. Omara, que nació en el barrio de Cayo Hueso de La Habana, recuerda sus canciones, incluida entre sus favoritas La bayamesa, de Ernesto Grenet y Sindo Garay (también cantada por Compay Segundo en Buena Vista Social Club). Estas fueron sus primeras lecciones informales de canto, y dichas canciones pasaron a formar parte de su repertorio de toda la vida.
Cuando su hermana Haydée se convirtió en bailarina del famoso cabaré Tropicana, Omara pronto la siguió, por accidente: la compañía de danza se vio reducida un día de 1945 cuando una bailarina se retiró dos días antes de un importante estreno. Omara había visto ensayar a su hermana tan a menudo, que se sabía todos los pasos, así que le pidieron que ocupara el lugar dejado libre.

Era un cabaret muy chic, pero dije que era inadmisible. Era muy tímida y me daba vergüenza mostrar mis piernas.
Omara Portuondo

Pero su madre la convenció al decirle que no podía defraudarlos; así comenzó una carrera como bailarina, formando una pareja famosa con el bailarín Rolando Espinosa. Hasta el día de hoy actúa en Tropicana.

### La novia del feeling
Los fines de semana Omara y Haydée cantaban estándares de jazz con algunos amigos: César Portillo de la Luz, José Antonio Méndez y el pianista Frank Emilio Flynn. El grupo se hacía llamar Loquibambla Swing, y el estilo que tocaban era una música con influencias del jazz que luego se conoció como feeling ―castellanizado «filin». En su debut de radio, Omara fue anunciada como Omara Brown, «la Novia del Filin». Ese nombre artístico pronto fue olvidado, pero todavía no la definición que lo acompañó.
En 1950 fue integrante de la Orquesta Anacaona, y hacia 1952 Omara y su hermana Haydée Portuondo formaban un cuarteto vocal femenino con Elena Burke y Moraima Secada, liderado por la pianista Aída Diestro. Se convirtieron en uno de los cuartetos vocales más importantes de la música cubana y Omara permaneció con el Cuarteto Las d'Aida durante 15 años, aunque la formación original solo grabó un álbum para RCA Víctor en 1957. Realizaron numerosas giras por América con innovadores arreglos vocales de Aida; tuvieron oportunidad de compartir escenarios con Édith Piaf, Pedro Vargas, Rita Montaner, Bola de Nieve y Benny Moré y también sirvieron como acompañantes de Nat King Cole cuando este se presentó en Tropicana.

### Su carrera en solitario

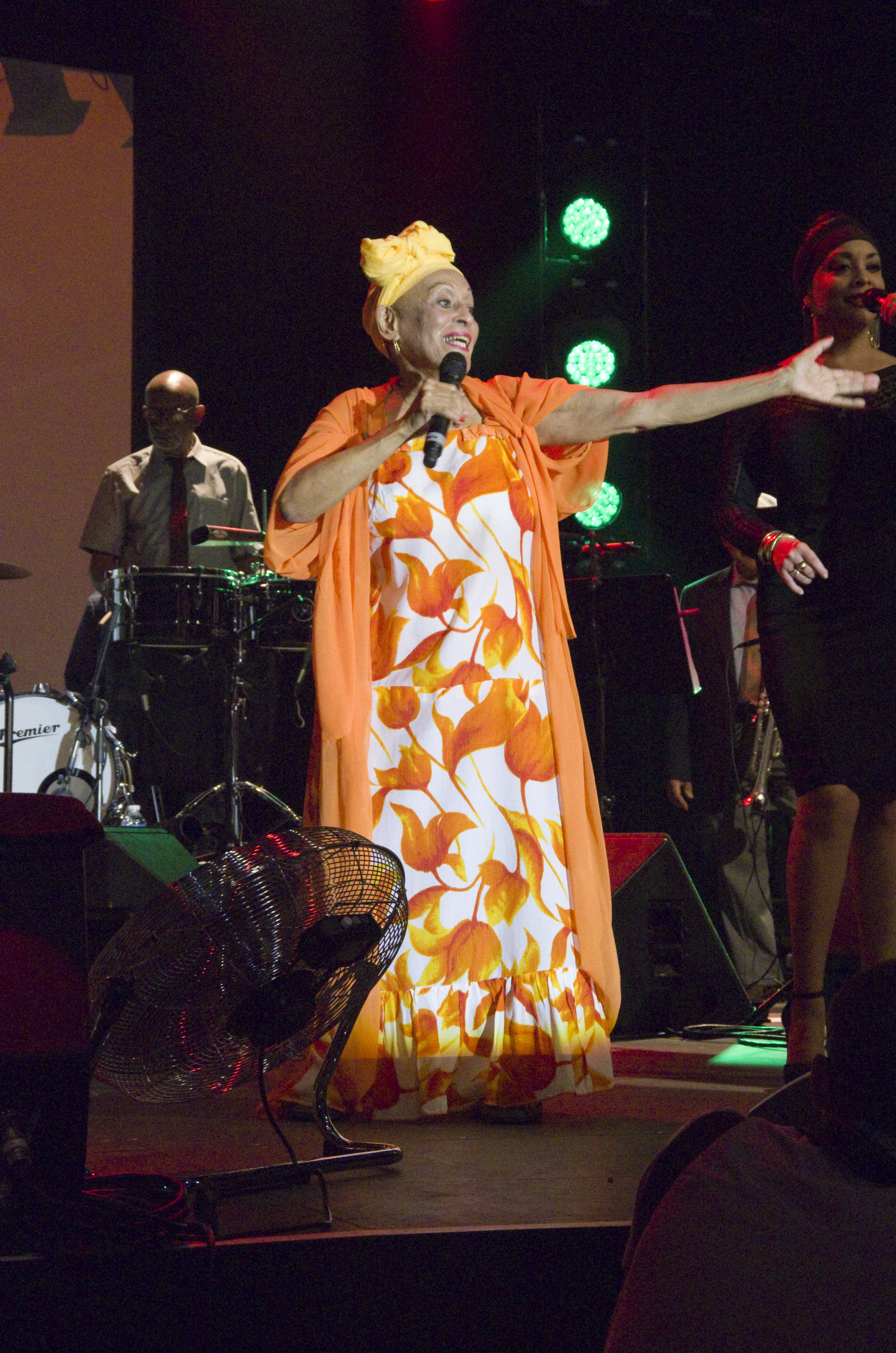
Omara Portuondo en Concierto.

Debutó en solitario con el álbum Magia negra, aparecido en 1959, en el que cruza música cubana y jazz e incluye versiones de That Old Black Magic y Caravan de Duke Ellington. Después siguió con Las De Aída hasta 1967, año en que comenzó a dedicarse finalmente su carrera en solitario, actuando en Cuba y en algunos festivales del exterior representando al país.
En los años 70 cantó con la Orquesta Aragón y viajó extensamente, haciendo presentaciones en varios países como Francia, Japón, Bélgica, Finlandia y Suecia. Omara realizó muchas grabaciones a lo largo de las dos décadas siguientes; pero la mejor viene a ser el álbum que grabó con Adalberto Álvarez en 1984 y dos álbumes realizados para el sello español Nubenegra: Palabras y Desafíos.
El director cubano Fernando Pérez Valdés hizo un documental sobre la cantante titulado Omara, en 1983.

### Los nuevos tiempos
En 2000 World Circuit lanzó Buena Vista Social Club presenta... Omara Portuondo, el tercer disco de este conjunto que contó con la participación de músicos como Rubén González, Orlando "Cachaíto" López, Manuel "Guajiro" Mirabal y Jesús "Aguaje" Ramos, y además apariciones de artistas invitados como Eliades Ochoa, Compay Segundo, Manuel Galbán e Ibrahim Ferrer.
El álbum, acogido con grandes elogios de la crítica, condujo a Omara a una gira mundial en 2000-2001 con sus compañeros del Buena Vista, Rubén González e Ibrahim Ferrer.
El 2002 realizó una extensa gira internacional en solitario, con numerosas fechas en Norteamérica y Europa. En otoño del mismo año participó en el Festival de Jazz en Japón.
En 2003 hace una gira por Canadá y Estados Unidos.

### El presente
En septiembre de 2003 graba en los estudios de la EGREM lo que será su segundo disco solitario producido por World Circuit.
El álbum Flor de amor marca un cambio de dirección y los músicos cubanos combinados con una selección de músicos brasileños dan al disco un sonido distinto. Este álbum fue nominado en los premios Grammy en la categoría de Mejor Disco Tradicional Tropical. y en los Billboard Latin Music Awards en 2005 obtuvo el premio al Mejor Disco Tropical del Año.
El 5 de noviembre de 2009 ganó el Premio Grammy Latino en la categoría Mejor Álbum Tropical Contemporáneo, con Gracias, pero lo relevante es que se convierte en la primera artista cubana residente en su país en ganar este prestigioso galardón y recogerlo con sus propias manos. En el disco Omara hace un recorrido por sus 60 años de carrera artística, con participaciones especiales del cubano Pablo Milanés, el uruguayo Jorge Drexler y el brasileño Chico Buarque.
En 2009 grabó un tema para la versión española de la películaThe Princess and the Frog, titulada en España como Tiana y el sapo, de Walt Disney, interpretando una canción de Mamá Odie: Dig a Little Deeper; titulada en el doblaje como Hay que saber llegar al fondo, sin embargo, para la versión latinoamericana de la película no la interpretó ella, si no que fue la cantante mexicana Heidy.
En 2010 se presentó su biografía titulada Omara, los ángeles también cantan, de Óscar Oramas Oliva.
Durante el 2019 recibió el premio Grammy Latino a la Excelencia Musical, y la Medalla de Oro al Mérito de las Bellas Artes.
En medio de la pandemia de COVID-19 se produjo el lanzamiento en línea de su álbum Mariposas. Su álbum "Vida" fue nominado como mejor Álbum Latino Tropical en los Premios Grammy de 2024. y este ganó el Premio Grammy Latino como mejor álbum tropical tradicional en 2023.

## Premios y distinciones
- 1970 Festival de la Canción de Varadero
- 1981 Premio Mi canto a la ciudad
- 1981 Girasol de la Popularidad (Revista Opina).
- 1984 Premio del Ayuntamiento de Saint Bois (Francia).
- 1987 Segundo Encuentro Latinoamericano de la Nueva Canción
- 1988 Medalla Alejo Carpentier
- 1990 Premio en España por el espectáculo Noche cubana
- 2002 Orden Félix Varela (Cuba).
- 2004 Cruz Roja Internacional la nombró Embajadora Internacional
- 2009 Grammy Latino en la categoría de Mejor Álbum de Música Tropical Contemporánea por Gracias
- 2011 Premio del Gran Teatro de La Habana 2011[12]
- 2014 Premio La Mar de Músicas[7]
- 2019 Premio a la excelencia musical de la Academia Latina de la Grabación[13]
- 2023 Premio Grammy Latino al Mejor Álbum de Música Tropical Tradicional por Vida

## Discografía
- 1958: Magia negra
- 1966: Como un milagro, con J. Márquez y su banda
- 1967: Esta es Omara Portuondo
- 1967: Omara Portuondo
- 1974: Omara Portuondo y Martín Rojas (grabado en Finlandia).
- 1981: Y tal vez
- 1983: Omara Portuondo
- 1984: Jorrín, con Tito Bermúdez, Omara y Farah
- 1984: Omara Portuondo canta el son
- 1991: Soy cubana
- 1995: Pensamientos
- 1995: Omara Portuondo, con Adalberto Álvarez
- 1995: Cuarteto Las D’Aída (reedición de un LP de 1957).
- 1995: Palabras (grabado en España).
- 1996: Amigas, con Moraima Secada y Elena Burke
- 1997: La novia del feeling
- 1997: Desafíos, con Chucho Valdés (de Irakere).
- 2000: Buena Vista Social Club presenta: Omara Portuondo (WCD059).
- 2000: Omara Portuondo - La colección cubana
- 2000: Veinte años, contiene entre otras: Quizás, quizás, quizás (Edenways).
- 2004: Flor de amor, contiene el tema Amor de mis amores .
- 2005: Lágrimas negras, canciones y boleros
- 2007: Duets
- 2007: Singles
- 2008: Gracias
- 2008: Omara Portuondo e Maria Bethania
- 2008: Omara Portuondo e Maria Bethania ao vivo (DVD).
- 2009: Gracias
- 2018: Omara Siempre (Egrem)
- 2020: Mariposas (Bis Music)
- 2023: Vida (One World Music)

### Colectivos
- 1977: 2. Helsingin laulufestivaali

### Colaboraciones
- 1994: Anticipo flamenco, Patita negra
- 1995: A María Teresa Vera, colectivo en homenaje a la autora cubana.
- Jackeline Castellanos etc. (grabado en España).
- 1995: Marcelino Guerra "Rapindey" (grabado en España).
- 1996: Havana nights, con Juana Bacallao, Caridad Hierrezuelo...
- 1997: Cómo es posible, Yohiro Hiroishi
- 1997: Cuba! Cuba! light, con Los Van Van, Irakere, Álvarez.
- 1997: Buena Vista Social Club (World Circuit WCD050).
- 1997: Buena Vista Social Club presents Ibrahim Ferrer (WCD055).
- 1999: Richard Egües & Friends
- 1999: Havana Café, de Barbarito Torres
- 1999: La charanga eterna, de la Orquesta Aragón
- 1999: Distinto diferente, Afro Cuban All Stars
- 2004: Eso, Alejandro Sanz
- 2005: Cuba le canta a Serrat, homenaje a Joan Manuel Serrat, canta Por dignidad
- 2006: Rhythms del mundo, canta «Killing me softly» (interpretado antes por Roberta Flack y por The Fugees) y el tema extra Casablanca (As time goes by) a dúo con Ibrahim Ferrer.
- 2008: Buena Vista Social Club at Carnegie Hall
- 2007: Ibrahim Ferrer: Mi sueño
- 2009: Harold López-Nussa-Herencia
- 2009: Maison Maravilla de Joe Barbieri
- 2009: Tiana y el sapo (banda sonora de Disney).
- 2010: Tucson-Habana, de Amparo Sánchez
- 2010: Señoras: Ellas cantan a Serrat
- 2016: Última Pieza de Pedro Aznar
- 2017: "Tu me acostumbraste", de Natalia Lafourcade (en manos de los Macorinos) en el disco Musas
- 2017: "Échame a mi la culpa", con Julio Iglesias en el disco "México & Amigos"
- 2019: "Yolanda", con Haydée Milanés en el disco "Amor Deluxe"
- 2019: "La Soledad", con Haydée Milanés en el disco "Amor Deluxe"
- 2020: "Lágrimas Negras", con Raphael en el disco "6.0"
- 2021: "Lágrimas Negras", con Carlos Rivera en el álbum "Leyendas"
- 2021: "Horizontes de Niebla", con Rozalén
- 2022: "Te Venero", con C. Tangana en el álbum "El Madrileño (La Sobremesa)"